# فسيولوجيا الكلية

فيزيولوجيا النفرون

فيزيولوجيا الكلية أو وظائفية الكلية هي دراسة جميع وظائف الكلى، مثل إعادة امتصاص الجلوكوز والأحماض الأمينية ، والجزيئات الصغيرة الأخرى؛ تنظيم الصوديوم والبوتاسيوم والأملاح الأخرى ؛ تنظيم توازن السوائل وضغط الدم، والحفاظ على التوازن الحمضي القاعدي، وإنتاج مختلف الهرمونات بما في ذلك إرثروبويتين، وتنشيط فيتامين د.
تدرس فيزيولوجيا الكلية على مستوى النفرون، وهو أصغر وحدة وظيفية في الكلى. كل نفرون يبدأ بتركيب يعمل على تشريح الدم الداخل إلى الكلى. يتدفق هذا الرشح بعد ذلك بطول نفرون، وهو هيكل أنبوبي مبطن بطبقة واحدة من الخلايا المتخصصة المحاطة بالشعيرات الدموية. المهام الرئيسية لهذه الخلايا المبطنة هي إعادة امتصاص الماء والجزيئات الصغيرة من الرشح إلى الدم، وإفراز النفايات من الدم إلى البول.
يتم التقييم الشامل لوظائف الكلى غالبا من خلال تقدير معدل الترشيح والذي يعرف بسرعة الترشيح الكبيبي (GFR).

## تشكيل البول
تعتمد قدرة الكلى على أداء الكثير من وظائفها على وظائفها الأساسية الثلاث وهي الترشيح وإعادة الامتصاص والإفراز، والتي يطلق على مجموعها التصفية الكلوية أو الإطراح الكلوي. أي:
معدل إطراح البول = معدل الترشيح – معدل إعادة الامتصاص + معدل الإفراز
على الرغم من أن المعنى الصارم لكلمة إطراح بما يتعلق بالجهاز البولي هو التبول نفسه، تُسمى التصفية الكلوية تقليديًا أيضًا الإطراح (على سبيل المثال، الإطراح الجزئي للصوديوم).

### الترشيح
يجري ترشيح الدم ضمن النفرونات، وهي الوحدات الوظيفية للكلية. يبدأ كل نفرون بجُسيم كلوي، يتكون من كُبيبات محاطة بمحفظة بومان. ترشح الخلايا والبروتينات والجزيئات الكبيرة الأخرى خارج الكبيبات من خلال عملية الترشيح الفائق، فتتكون رشاحة فائقة تشبه البلازما (باستثناء أن الرشاحة الفائقة تحتوي على كمية قليلة جدًا من بروتينات البلازما) تدخل مساحة بومان. يحدث الترشيح بفعل قوى ستارلينغ.
تمر الرشاحة الفائقة عبر النُبيب المعوجّ القريب، والتواء هنلي (عروة هنلي)، والنُبيب المعوج البعيد، وسلسلة من القنوات الجامعة لتشكيل البول.

### إعادة الامتصاص
إعادة الامتصاص النُبيبي هي العملية التي تُزال من خلالها الذوائب والماء من السائل النُبيبي وتُنقل إلى الدم. يطلق عليها اسم إعادة الامتصاص (وليس الامتصاص) لأن هذه المواد امتُصت من قبل (خاصة في الأمعاء) ولأن الجسم يستعيدها من سائل خرج من الكبيبات وفي طريقه إلى تشكيل البول (أي أنها ستُفقد قريبًا في البول ما لم يُعاد امتصاصها).
إعادة الامتصاص هي عملية مكونة من خطوتين تبدأ بالاستخراج النشط أو السلبي للمواد من السائل النبيبي إلى الخلال الكلوي (النسيج الضام الذي يحيط بالنفرون)، ثم نقل هذه المواد من الخلال إلى مجرى الدم. عمليات النقل هذه مدفوعة بقوى ستارلينغ والانتشار والنقل النشط.

### إعادة الامتصاص غير المباشر
في بعض الحالات، تكون إعادة الامتصاص غير مباشرة. فمثلًا، ليس للبيكربونات ناقل، لذا فإن إعادة امتصاصها تنطوي على سلسلة من التفاعلات التي تجري في لُمعة النبيب والظهارة النبيبية. تبدأ بالإفراز النشط لأيون الهيدروجين في سائل النبيب عبر ناقل هيدروجين/صوديوم:
- في اللمعة
  - تتحد شوارد الهيدروجين مع شوارد البيكربونات لتشكيل حمض الكربونيك.
  - يحول الأنهيدراز الكربوني اللمعي إنزيميًا حمض الكربونيك إلى ماء وثنائي أوكسيد الكربون.
  - ينتشر ثنائي أوكسيد الكربون بحرية إلى داخل الخلية.
- في الخلية الظهارية
  - يحول أنهيدراز الكربونيك السيتوبلازمي ثنائي أوكسيد الكربون والماء (وهو وافر في الخلية) إلى حمض الكربونيك.
  - ينفصل حمض الكربونيك بسهولة إلى أيون هيدروجين وأيون بيكربونات.
  - يخرج أيون البيكربونات بالانتشار المُسهَل عبر الغشاء القاعدي الجانبي للخلية.

### تأثير الهرمونات
تتضمن بعض الهرمونات الرئيسية التي تنظم إعادة الامتصاص ما يلي:
- الألدوستيرون، الذي يحفز إعادة الامتصاص النشط للصوديوم (وبالنتيجة الماء).
- الهرمون المضاد لإدرار البول، الذي يحفز إعادة الامتصاص السلبي للماء.

يمارس كلا الهرمونين آثارهما بشكل أساسي على القنوات الجامعة.
يحدث الإفراز الأنبوبي بنفس الوقت مع إعادة امتصاص الرشاحة. تضم الرشاحة المواد التي ينتجها الجسم بشكل عام أو المنتجات الثانوية لعملية التمثيل الغذائي للخلايا التي يمكن أن تصبح سامة حين تصل تراكيزًا عالية، وبعض الأدوية. تُفرز كل هذه المواد في لُمعة النبيب الكلوي. يمكن أن يكون الإفراز الأنبوبي نشطًا أو سلبيًا أو من نمط النقل المشترك. المواد التي تفرز بشكل رئيسي في النبيب الكلوي هي؛ أيونات الهيدروجين وأيونات البوتاسيوم والأمونيا واليوريا والكرياتينين والهيستامين والأدوية مثل البنسلين. يحدث الإفراز الأنبوبي في النبيب المعوجّ القريب والنُبيب المعوجّ البعيد؛ فمثلًا، في النبيب المعوج القريب، يُفرز البوتاسيوم عن طريق مضخة الصوديوم والبوتاسيوم، ويُفرز أيون الهيدروجين عن طريق النقل النشط والنقل المشترك، وتنتشر الأمونيا في النبيب الكلوي.

## وظائف أخرى

### إفراز الهرمونات
تفرز الكليتان مجموعة متنوعة من الهرمونات، منها الإريثروبويتين والكالسيتريول والرينين. يُطلق الإريثروبويتين استجابة لنقص الأكسجة (مستويات منخفضة من الأوكسجين على مستوى الأنسجة) في الدورة الدموية الكلوية. يحفز هذا الهرمون الكريات الحمر (إنتاج خلايا الدم الحمراء) في نخاع العظام. يعزز الكالسيتريول، وهو الشكل النشط للفيتامين (د)، امتصاص الكالسيوم في الأمعاء وإعادة امتصاص الفوسفات في الكلية. أما الرينين فهو إنزيم ينظم مستويات الأنجيوتنسين والألدوستيرون.

### المحافظة على الاستتباب
تكون الكلية مسؤولة عن المحافظة على توازن مواد مختلفة أهمها:
| المادة                                              | الوصف | النُبيب القريب                                                           | عروة هنلي                                                                     | النُبيب البعيد                                    | القناة الجامعة                                                                        |
| الغلوكوز                                            | إذا لم يُعاد امتصاص الغلوكوز في الكلية فإنه يظهر في البول وهو ما يُسمى البيلة الغلوكوزية. ترافق هذه الحالة السكري. | إعادة امتصاص (بنسبة 100%) تقريبًا عبر بروتينات ناقلة للصوديوم والغلوكوز. | -                                                                             | -                                                | -                                                                                     |
| الببتيدات قليلة التعدد والبروتينات والحموض الأمينية | يُعاد امتصاصها جميعها بالكامل تقريبًا.                                                                             | إعادة امتصاص                                                            | -                                                                             | -                                                | -                                                                                     |
| البولة                                              | تنظيم الأوسمولية. تختلف تبعًا للهرمون المضاد للإبالة                                                              | إعادة امتصاص (بنسبة 50%) من خلال النقل السلبي.                          | إفراز.                                                                        | -                                                | إعادة امتصاص في القنوات الجامعة اللبية.                                               |
| الصوديوم                                            | الناقل المعاكس للصوديوم والهيدروجين، الناقل المشترك للصوديوم والغلوكوز، قنوات الصوديوم (بكمية قليلة).            | إعادة امتصاص (65%، مُعادل الأوسموزية).                                   | إعادة امتصاص (25%، طرف صاعد سميك، ناقل مشترك للصوديوم والبوتاسيوم والكلوريد). | إعادة امتصاص (5%، ناقل مشترك للصوديوم والكلوريد) | إعادة امتصاص (5%، الخلايا الرئيسية) بتحريض الألدوستيرويد عبر قنوات الصوديوم الظهارية. |
| الكلوريد                                            | يتبع عادةً الصوديوم. النقل النشط (عبر الخلية) والسلبي (مسار خارج الخلية).                                         | إعادة امتصاص                                                            | إعادة امتصاص (طرف صاعد سميك، ناقل مشترك للصوديوم والبوتاسيوم والكلوريد)       | إعادة امتصاص (ناقل مشترك للصودويوم والكلوريد).   | -                                                                                     |
| الماء                                               | باستخدام القنوات المائية البورينية.                                                                              | يمتص أسموزيًا مع الذوائب.                                                | إعادة امتصاص (الطرف الصاعد).                                                  | -                                                | إعادة امتصاص (تنظم من قبل الهرمون المضاد للإبالة، عبر مستقبل الأرجنين فازوبريسين 2)   |
| البيكربونات                                         | تساعد في التنظيم الحمضي القاعدي.                                                                                 | إعادة امتصاص (80-90%).                                                  | إعادة امتصاص (صاعد سميك).                                                     | -                                                | إعادة امتصاص (الخلايا البينية، عبر الحزمة 3 وبندرين)                                  |

الجسم حساس للغاية لدرجة الحموضة. حين تصبح قيمة الحموضة خارج النطاق المتوافق مع الحياة، تتشوه البروتينات وتُهضم، وتفقد الإنزيمات قدرتها على العمل، ويصبح الجسم غير قادر على الحفاظ على نفسه. تحافظ الكليتان على التوازن الحمضي القاعدي من خلال تنظيم درجة حموضة بلازما الدم. يجب أن تتوازن زيادة الحموض والأسس ونقصانها. تنقسم الأحماض إلى «أحماض متطايرة» و «أحماض غير متطايرة».
نقطة الضبط الرئيسية في الاستتباب للحفاظ على التوازن الحمضي القاعدي هي إفراز الكليتين. تُوجه الكلى لإفراز الصوديوم أو الاحتفاظ به عن طريق عمل الألدوستيرون، والهرمون المضاد لإدرار البول (الذي يسمى أيضًا الفازوبريسين)، والببتيد الأذيني المدر للصوديوم، والهرمونات الأخرى. يمكن أن تعني القيم خارج المجال الطبيعي للإفراز الجزئي للصوديوم وجود نخر أنبوبي حاد أو اختلال وظيفي كُبيبي.

#### التوازن الحمضي القاعدي
يحافظ نظامان عضويان، هما الكليتان والرئتان، على التوازن الحمضي القاعدي، أي إبقاء درجة الحموضة ضمن مجال مستقر نسبيًا. تساهم الرئتان في التوازن الحمضي القاعدي عن طريق تنظيم تركيز ثناني أكسيد الكربون. للكليتين دوران مهمان للغاية في الحفاظ على التوازن الحمضي القاعدي: إعادة امتصاص البيكربونات وإعادة تشكيلها من البول، وإفراز أيونات الهيدروجين والأحماض الثابتة (أنيونات الأحماض) في البول.